# لرزش (فیلم)
لرزش (انگلیسی: Tremors) فیلمی هیولایی و وسترن به کارگردانی ران آندروود است که در سال ۱۹۹۰ منتشر شد.

## بازیگران
- کوین بیکن
- فرد وارد
- فین کارتر
- ریبا مک‌اینتایر
- مایکل گروس
- آریانا ریچاردز